# نسار اسکندری
نسار اسکندری، روستایی از توابع بخش مرکزی شهرستان فریدن در استان اصفهان ایران است.

## جمعیت
این روستا در دهستان زاینده‌رود شمالی قرار دارد و براساس سرشماری مرکز آمار ایران در سال ۱۳۸۵، جمعیت آن ۶۸۲ نفر (۱۶۲خانوار) بوده‌است.